# 杜伯薩里

市旗

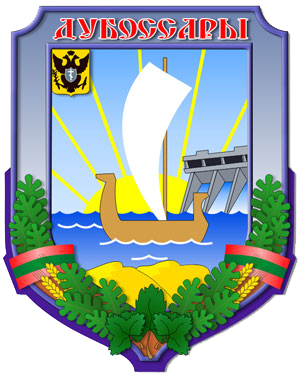
徽章

杜伯薩里（發音：[dubəˈsarʲ]，羅馬化：Dubossary）是摩爾多瓦或德涅斯特河沿岸的城市，面積15.52平方公里，海拔高度38米，2010年人口25,714。

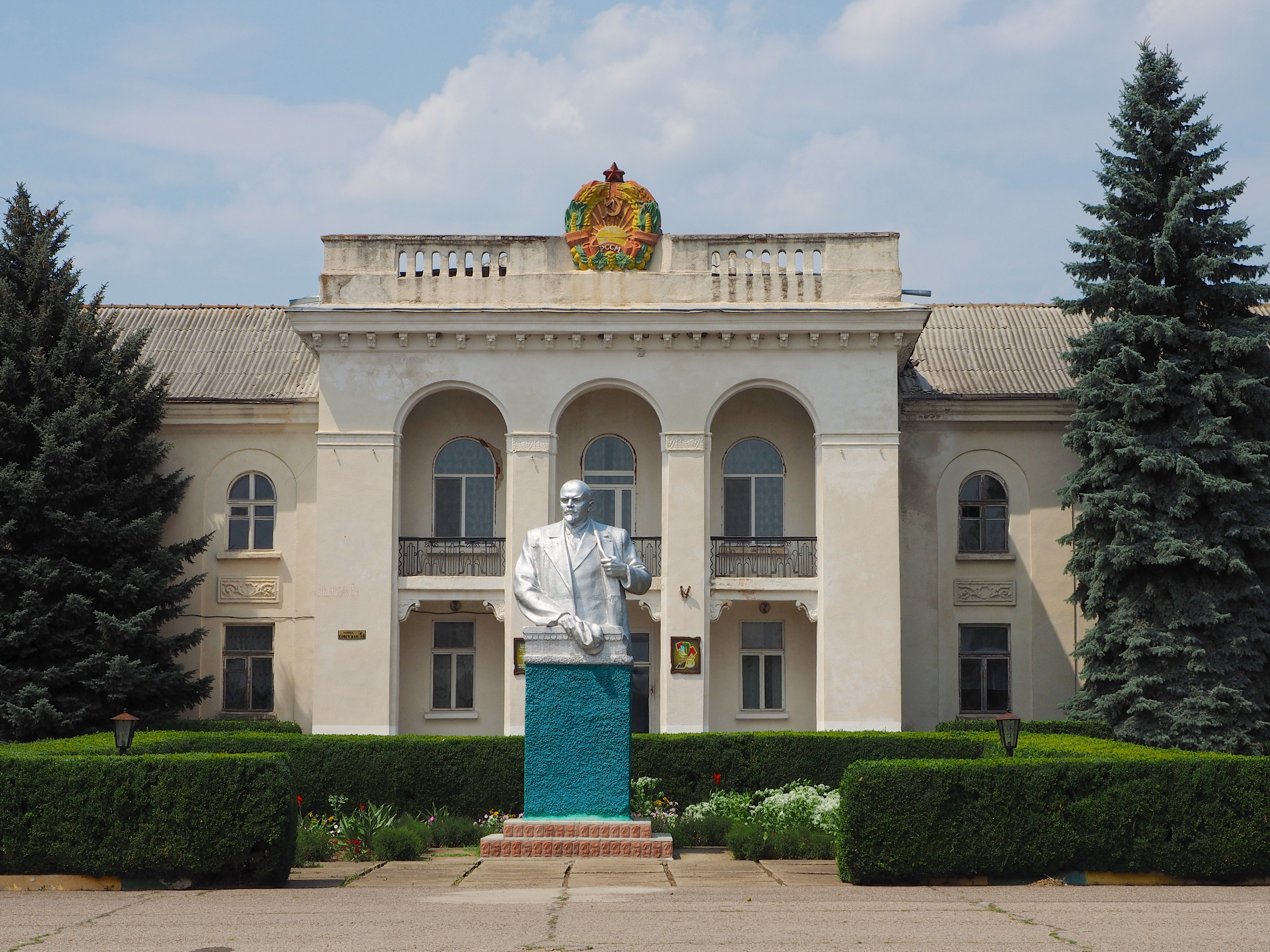
文科學院

## 外部連結
- （波兰語） Dubosary (Dubăsari) in the Geographical Dictionary of the Kingdom of Poland (1881)
- Site of city of Dubossary （页面存档备份，存于）
- Visit Dubossary (in English) （页面存档备份，存于）
- Dubăsari (in Romanian)